# Sebastiaan Bleekemolen
Sebastiaan Bleekemolen, né le 9 août 1978 à Haarlem, est un pilote automobile néerlandais engagé en American Le Mans Series au sein de l'écurie Black Swan Racing.
Il est le fils de Michael Bleekemolen ancien pilote de Formule 1 et le frère aîné de Jeroen Bleekemolen.

## Palmarès
- Champion de Formule Ford Benelux en 1996
- Champion de Formule Ford Pays-Bas en 1996
- Champion de Renault Clio Cup Pays-Bas en 2002 et 2004
- Vainqueur des 12 Heures de Sebring et du Petit Le Mans dans la catégorie GTC en 2011